# Pearl Thusi
Sithembile Xola Pearl Thusi, née le 13 mai 1988 dans le KwaZulu-Natal (Afrique du Sud), est une actrice, mannequin, animatrice de télévision et personnalité de la radio sud-africaine. Thusi est connue pour ses rôles de Patricia Kopong dans la comédie dramatique L'Agence n°1 des dames détectives, Dayana Mampasi dans le thriller Quantico, et Samkelo dans le drame romantique Catching Feelings. À partir de février 2020, elle joue le rôle principal de Queen Sono dans la série dramatique policière Queen Sono diffusée sur Netflix.

## Biographie
Thusi devient connue du public sud-africain en 2006, lorsqu’elle co-présente l’émission pour enfants iCrew sur SABC 3 avec Zola Hashatsi, tous les vendredis à 15 h. L’émission est entièrement interactive, et les spectateurs peuvent influencer son déroulement en envoyant des SMS. 
En 2009, Thusi joue le rôle de Patricia Kopong dans la comédie dramatique L'Agence n°1 des dames détectives, produite par la BBC et HBO. 
De 2011 à 2012, elle est connue pour son rôle comme l’orpheline Samkelisiwe Nkambule dans la série dramatique Zone 14, diffusée sur SABC 1. Elle joue également dans Soul City et Rhythm City.
En 2012, elle rejoint l’émission de potins The Real Goboza comme co-présentatrice, remplaçant Brenda Ngxoli à la fin de la saison 5. Elle est plus tard remplacée par Sinazo Yolwa et Amanda du-Pont à partir de l’épisode final de la saison 7. Elle joue ensuite le rôle de Palesa Motaung dans le feuilleton télévisé Isidingo sur SABC 3.
En 2015, Thusi joue dans Tremors 5: Bloodline. Elle apparaît également dans un clip du rappeur sud-africain Emtee intitulé « Pearl Thusi ».    
En 2016, Thusi est recrutée pour jouer le rôle régulier de Dayana Mampasi dans la deuxième saison de la série thriller Quantico de la chaîne américaine ABC,. La même année, elle est choisie pour jouer le rôle de Samkelo dans la comédie romantique Catching Feelings. Le film est sorti en salles en Afrique du Sud le 9 mars 2018. 
En 2017, elle joue le rôle de Brenda Riviera dans le film dramatique Kalushi. 
En 2018, Thusi devient la nouvelle présentatrice de la troisième saison de l’émission Behind the Story diffusée sur MTV Base. En parallèle, elle est sélectionnée pour jouer le rôle principal de Queen Sono dans la série dramatique policière Netflix Queen Sono. La série a été diffusée en ligne pour la première fois le 28 février 2020,.

## Filmographie

### Cinéma
- 2017 : Catching Feelings de Kagiso Lediga : Samkelo
- 2017 : Kalushi de Mandla Dube : Brenda Riviera

### Télévision

#### Séries télévisées
- 2009 : L'Agence n°1 des dames détectives, épisode « Beauté et Intégrité » : Patricia Kopong
- 2011-2012 : Zone 14 : Samkelisiwe Nkambule
- 2013 : Isidingo : Palesa Motaung
- 2016-2017 : Quantico saison 2 : Dayana Mampasi
- 2020 : Queen Sono : Queen Sono

#### Téléfilms
- 2015 : Einfach Rosa: Wolken über Kapstadt de Michael Karen : Nandi

#### Émissions
- 2011-2016 : Ampli live (co-présentatrice)
- 2012 : The Real Goboza (co-présentatrice)
- 2013 : Tropika Island of Treasure (présentatrice)
- 2015 : Moments (présentatrice)
- 2016-2017 : Lip Sync Battle Africa (co-présentatrice)
- 2018- : Behind the Story (présentatrice)

### Vidéofilms
- 2015 : Tremors 5: Bloodline de Don Michael Paul : Dr Nandi Montabu
- 2018 : The Scorpion King: Book of Souls de Don Michael Paul : Tala
- 2020 : Bulletproof 2 de Don Michael Paul : Jo
- 2022 : Fistful of Vengeance de Roel Reiné : Zama